# Maxime Jousse
Maxime Jousse (Les Issambres, 25 juni 1991) is een Frans autocoureur. Hij nam in 2009 deel aan de Formule Palmer Audi, waarbij hij een overwinning behaalde op Snetterton en als achtste in het kampioenschap eindigde. In 2008 nam hij deel in de Eurocup Formule Renault 2.0 voor het Franse team Pole Services.
In 2010 vervangt hij zijn oudere broer Julien bij het team van AS Roma in de ronde op Adria, omdat die een blessure heeft opgelopen bij een fietsongeluk.